# Polygala peduncularis
Polygala peduncularis är en jungfrulinsväxtart som beskrevs av William John Burchell och Dc.. Polygala peduncularis ingår i släktet jungfrulinssläktet, och familjen jungfrulinsväxter. Inga underarter finns listade i Catalogue of Life.